# Poulet vallée d'Auge
Le poulet vallée d'Auge est une spécialité culinaire de Normandie, plus précisément du pays d'Auge.
Il s’agit d’un poulet coupé en morceaux, revenu dans du beurre, flambé au calvados puis cuit à tout petit feu avec des champignons et de la crème fraîche épaisse.
La garniture est composée de pommes à cidre émincées, mijotées dans de la crème fraiche, avec des lardons. On rajoute les morceaux de poulet dans la garniture afin qu'un échange de saveurs se produise entre le poulet et les pommes compotées à la crème. Après un point de chauffe, on fait flamber avec quelques cl de calvados.